# Florjan pri Gornjem Gradu
Florjan pri Gornjem Gradu is een plaats in Slovenië en maakt deel uit van de gemeente Gornji Grad in de NUTS-3-regio Savinjska. De plaats telde 159 inwoners op 1 januari 2020.